# L'últim virrei de l'Índia

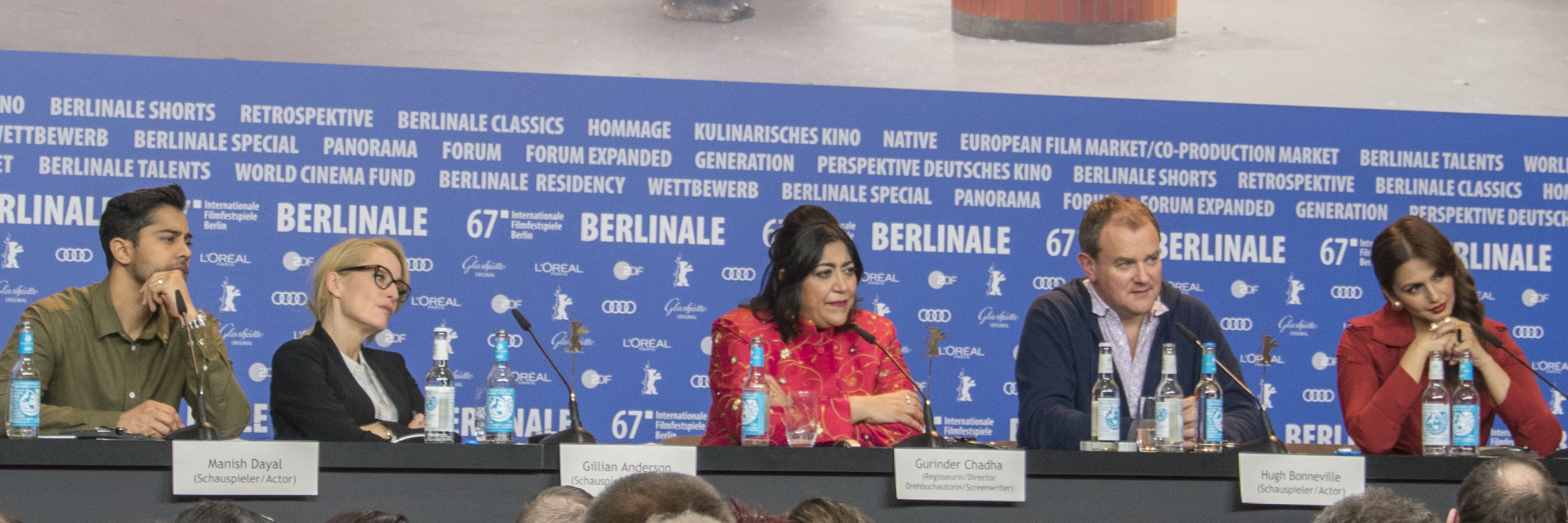
Manish Dayal, Gillian Anderson, Gurinder Chadha, Hugh Bonneville i Huma Qureshi al 67è Festival Internacional de Cinema de Berlín.

L'últim virrei de l'Índia (títol original en anglès, Viceroy's House) és una pel·lícula de ficció del 2017 dirigida per Gurinder Chadha i escrita per Paul Mayeda Berges, Moira Buffini i la mateixa Chadha. La pel·lícula és protagonitzada per Hugh Bonneville, Gillian Anderson, Manish Dayal, Huma Qureshi i Michael Gambon. Va ser seleccionada per ser projectada fora de competició al 67è Festival Internacional de Cinema de Berlín. S'ha doblat i subtitulat al català oriental i al valencià.
La pel·lícula es va estrenar al Regne Unit el 3 de març de 2017, mentre que la versió doblada en hindi titulada Partition: 1947 es va estrenar a l'Índia el 18 d'agost de 2017, tres dies després del 70è Dia de la Independència. Es va llançar a tot el món l'1 de setembre de 2017. L'últim virrei de l'Índia es basa en Cette nuit la Liberte de Larry Collins i Dominique Lapierre, i The Shadow of the Great Game: The Untold Story of Partition de Narendra Singh Sarila.